# Phyllonorycter argyrolobiella
Espèce
Phyllonorycter argyrolobiella est une espèce européenne de lépidoptères (papillons) de la famille des Gracillariidae.

## Répartition
Phyllonorycter argyrolobiella se trouve en France méridionale.

## Écologie
Les chenilles consomment les plantes de l'espèce Argyrolobium zanonii. Elles minent les feuilles de leur plante hôte. La mine se trouve dans les folioles, occupant un foliole complet à la fin du développement.